# Mallada anpingensis
Mallada anpingensis är en insektsart som först beskrevs av Peter Esben-Petersen 1913. 
Mallada anpingensis ingår i släktet Mallada och familjen guldögonsländor. Inga underarter finns listade i Catalogue of Life.